# Понта-Поран
Понта-Поран (порт. Ponta Porã) — муниципалитет в Бразилии, входит в штат Мату-Гросу-ду-Сул. Составная часть мезорегиона Юго-запад штата Мату-Гроссу-ду-Сул. Входит в экономико-статистический микрорегион Дорадус. Население составляет 72 206 человек на 2007 год. Занимает площадь 5328,621 км². Плотность населения — 13,55 чел./км².
Праздник города — 18 июля.

## История
Город основан 25 марта 1892 года.

## Статистика
- Валовой внутренний продукт на 2005 год составляет 500 246 000,00 реалов (данные: Бразильский институт географии и статистики).
- Валовой внутренний продукт на душу населения на 2005 год составляет 7445,00 реалов (данные: Бразильский институт географии и статистики).
- Индекс развития человеческого потенциала на 2000 год составляет 0,780 (данные: Программа развития ООН).

## География

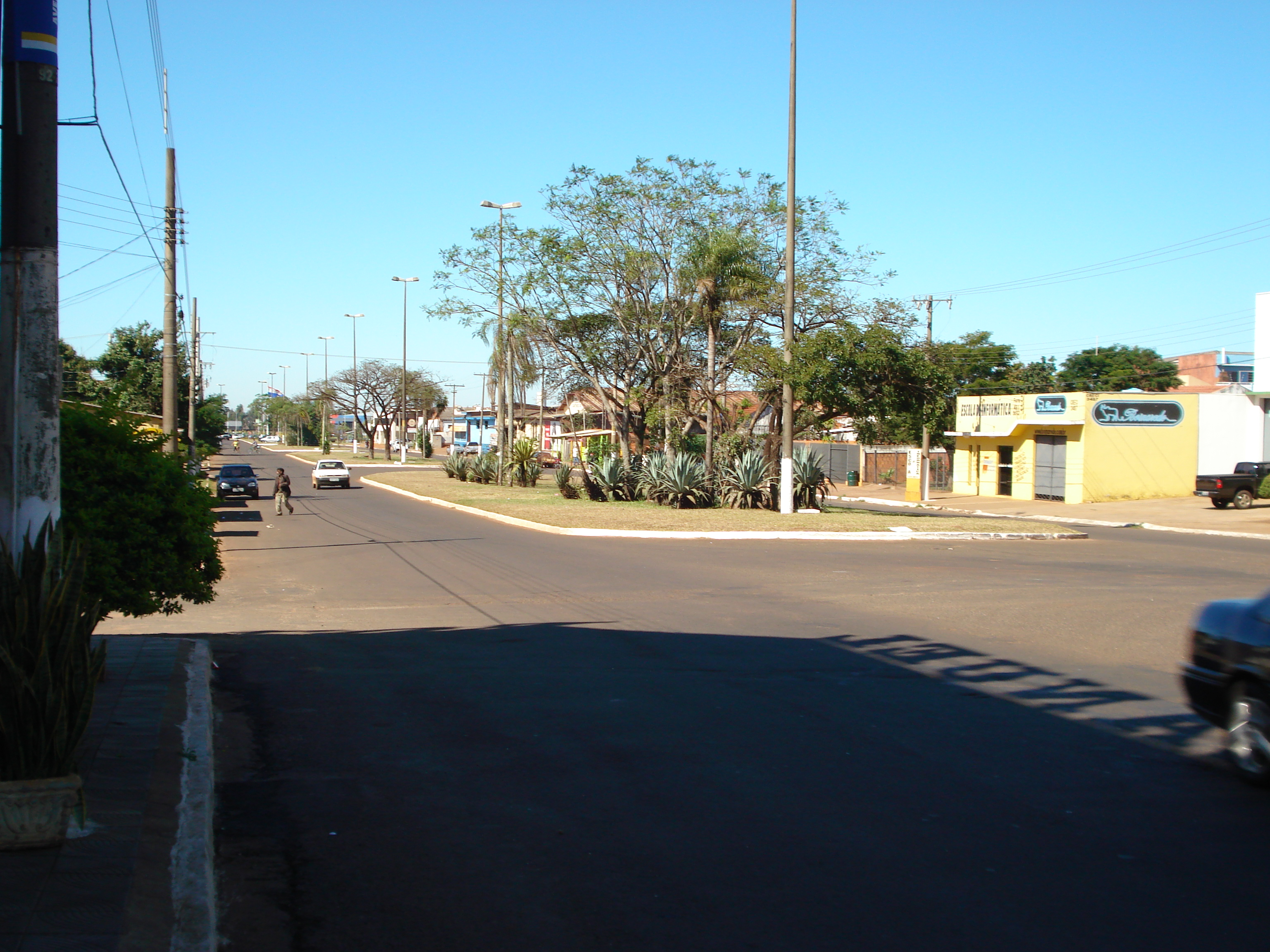

Климат местности: субтропический.